# El Bosso & die Ping-Pongs
Die Band El Bosso & die Ping-Pongs war die erste deutschsprachige Ska-Band. Sie wurde 1985 in Münster gegründet, löste sich 1992 auf und ist seit 2003 wieder aktiv.

## Bandgeschichte
Sie brachten 1990 das Album El Bosso & die Ping-Pongs und 1991 die Mini-LP/CD Ich bin Touri heraus, beide bei Pork Pie. 1995 wurden beide Alben (ohne die zusätzlichen "4 Live Trax" von der CD Ich bin Touri) auf einer CD zusammengefasst und unter dem Titel Komplett! ebenfalls bei Pork Pie veröffentlicht. Das Debüt enthält die Ska-Hymne Immer nur Ska.
Mit diesem Lied sind sie auch auf dem Sampler Ska Ska Skandal No.1 vertreten, mit Shame & Skandal auf dem Sampler Ska Ska Skandal No.2 und mit Alles nur ein Spiel auf Shame & Skandal No.3, ferner sind die Bossos mit dem Titel Das wahre Leben auf dem Sampler zur Kultfernsehserie Wir warten auf die Lindenstraße vertreten.
Zu Beginn der 1990er Jahre gehörten El Bosso & die Ping-Pongs mit Skaos aus dem bayrischen Krumbach, No Sports aus Stuttgart, The Braces aus Jülich, The Busters aus Wiesloch und Blechreiz aus Berlin zu den ersten Wegbereitern der Deutschen Ska-Szene und absolvierten miteinander zahlreiche Konzerte.
Hauptsächlich aufgrund musikalischer Differenzen löste sich die Band 1992 auf. Noch im gleichen Jahr gab es ein vierstündiges Abschiedskonzert in der restlos ausverkauften Jovel Music Hall in Münster.
Posaunist und Frontmann Richard „Prof. Richie sen.“ gründete 1992 unter dem Namen Dr. Ring-Ding die Band Dr. Ring-Ding & The Senior Allstars.
Die mittlerweile zu Kultstatus gelangten Bossos spielen seit 2003 wieder Livekonzerte.
Das fast schon traditionelle Weihnachtskonzert der Band, 2006 in Münster, wurde am 12. Oktober 2007 unter dem Titel El Bosso & die Ping Pongs – Live im Skater's Palace als DVD veröffentlicht.
Nach über 20 Jahren waren die Bossos 2011 im Studio um ihr drittes Album Tag vor dem Abend auf dem Label Pork Pie zu produzieren, welches am 20. Januar 2012 veröffentlicht wurde.
In dem Zusammenhang spielen El Bosso & Die Ping Pongs auch wieder verstärkt Konzerte, wie das Dynamite Ska Festival am 5. November in Leipzig und eine große "Weihnachtsshow und Record Releaseparty" in Münster (Jovel Music Hall) am 25. Dezember 2011.

## Diskografie

### Singles und EPs
- 1989: Immer nur Ska (EP, Vielklang/PorkPie)[3]
- 1990: Renn Los (Single, Vielklang/PorkPie)

### Alben
- 1990: El Bosso & Die Ping Pongs (Vielklang/PorkPie)
- 1991: Ich bin Touri (Vielklang/PorkPie)
- 1995: Komplett (PorkPie)
- 2012: Tag vor dem Abend (PorkPie)
- 2014: Hier und jetzt oder nie (PorkPie)[4]

### DVDs
- 2007: Live im Skater's Palace (Grover Records live)[5]